# 田畑智子
田畑 智子（たばた ともこ、1980年〈昭和55年〉12月26日 - ）は、日本の女優。
京都府京都市東山区出身。所属事務所はカノックス・フィルム、鈍牛倶楽部、フロム・ファーストプロダクション を経てカムトゥルー。夫は俳優の岡田義徳。義姉はタレントの岡田理江。

## 経歴
京都・祇園の享保年間創業の老舗料亭「鳥居本」に生まれる。聖母学院小学校、京都聖母学院中学校・高等学校から金光第一高等学校（現・金光大阪高等学校）に転学、卒業。龍谷大学文学部哲学科中退。
由緒正しく厳しい家庭で育ち将来は家業を継ぐか舞妓にと考えていた。その頃、映画監督の相米慎二がある映画の中で中井貴一の娘役を演じる小学校高学年の女の子を探していて、祇園で飲んでいる際に、「鳥居本」にその年代の女の子がいると聞きつけ来店。挨拶に呼ばれたお座敷で対面した相米に誘われ参加したオーディションで、8,253人の応募者の中から映画『お引越し』（1993年公開）のヒロイン・漆場レンコ役に抜擢される。
12歳の時、「カノックスフィルム」に所属し、1992年公開の映画『お引越し』の主演女優としてデビュー。新人賞を多数受賞した。
1996年から2001年まで、久世光彦演出ドラマ『向田邦子シリーズ』に毎年出演する。2000年には、NHK連続テレビ小説『私の青空』でヒロインとなる。なお2002年には「月曜ドラマシリーズ」で連続テレビ小説作品史上初の続編となる『私の青空2002』も放映された。
ディズニー映画『リロ・アンド・スティッチ』の吹き替えで声優デビューも果たす。2004年には大河ドラマ『新選組!』で近藤勇の妻・つね役を演じる。そのほか、崔洋一監督の『血と骨』ではビートたけしの娘役をつとめた。また山田洋次監督の『隠し剣 鬼の爪』では、吉岡秀隆の妻役を演じた。
2011年8月29日発売の写真集｢月刊 NEO 田畑智子｣』（松井康一郎撮影、イーネットフロンティア）にて自身の30歳を記念しフルヌードに挑戦、初めてヘアヌードを披露した。本人は、「撮影に入るまでは脱ぐと思っていませんでした。でも、衣装を決めて現場に入って、カメラマンと二人きりになって……。自分の体がどう写るのか、見てみたかったんです。30歳になったというのも自分の中では大きくて、何か形になるものを残したかったというのもあります。小学校で転機が一度訪れているので、この写真発表が2度目ということになるんでしょうか（笑）」と語っている。
私生活では、「もともと大好きな役者さんだった」という俳優の岡田義徳と2011年の舞台『わらいのまち』での共演を機に交際に発展し、同年に交際が報じられ、2015年には一時、距離を置いたが復縁。交際と破局を繰り返しつつ岡田の転居を機に同居を開始。出会いから6年半を経て2018年1月1日に婚姻届を提出し結婚。5月30日放送の『今夜くらべてみましたSP』（日本テレビ系）の番組内で第1子の妊娠を明かし、10月25日、第1子男児を出産。2021年1月2日、第2子妊娠が夫の岡田のインスタグラムにより公表され、同年2月12日、第2子出産を同じく夫の岡田がインスタグラムで報告。

## 人物・エピソード
- 実家周辺は遊び場がなく、また老舗料亭だった事から元芸妓の祖母や両親から京都人として厳しく躾られた。トイレは夜間は客人と共用のために短時間で済ませ、家の中では「京言葉」と正座を常に求められた。また習い事も数多く経験し、卒業した学校(聖母学院・金光大阪)の校則も厳しいという甘えのない環境は上京するまで続いた。当時は不満も大きかったが、時代劇で着物や作法に苦労しなかった時に初めて祖母・両親へ感謝の気持ちを抱いたという。
- 高校時代は書道部に所属[15]。同級生にサッカー選手の斉藤大介がいる。
- NHKのBSプレミアムの『世界ふれあい街歩き』等、ナレーターを務めることもある。
- 『恋するハニカミ!』では小泉孝太郎とデートし[要出典]、ハニカミアワードという公式サイト投票において1位を獲得する[要出典]。デートのドライブ中に小泉が運転する車の助手席で居眠りしてしまった場面も放送された[要出典]。

## 出演

### テレビドラマ
- 夫婦善哉（1995年、テレビ東京）
- 小石川の家（1996年、テレビ東京）
- 言うなかれ君よ別れを…（1996年、TBS）
- 空の羊（1997年、TBS）
- メロディ（1997年、TBS） - 京子 役
- 蛍の宿（1997年、TBS）
- 終わりのない童話（1998年、TBS）
- 昭和のいのち（1998年、TBS）
- 小鳥の来る日（1999年、TBS） - 神林房子役
- あさき夢見し（1999年、TBS）
- 連続テレビ小説（NHK総合）
  - 私の青空（2000年4月3日 - 9月30日） - 主演・北山なずな 役
    - 私の青空2002（2002年4月1日 - 全8回） - 主演・北山なずな 役

  - 芋たこなんきん（2006年10月2日 - 2007年3月31日） - 徳永晴子（健次郎の妹） 役
- 風立ちぬ（2001年、TBS）
- つま恋（2001年、NHK総合）
- 救命病棟24時 第2シリーズ（2001年、フジテレビ） - 太田川奈津 役
- SABU 〜さぶ〜（2002年、名古屋テレビ） - おのぶ 役[注釈 1]
- 救命病棟24時スペシャル2002（2002年、フジテレビ） - 太田川奈津 役
- 天体観測（2002年、関西テレビ） - 宮部聡美 役
- 大河ドラマ（NHK総合）
  - 利家とまつ（2002年） - 千代保 役
  - 新選組!（2004年） - 近藤つね 役
- 新・夜逃げ屋本舗（2003年、日本テレビ） - 下塚登子 役
- マグロ☆ボーイズ（2004年、テレビ朝日） - 足立峰子 役
- 向田邦子の恋文（2004年、TBS） - 向田和子 役
- ラストプレゼント 娘と生きる最後の夏（2004年7月 - 9月、日本テレビ） - 平木綾音 役
- 優しい時間 第2話「拓郎」（2005年1月20日、フジテレビ） - 川西秀子 役
- 河井継之助〜駆け抜けた蒼龍、北国にいたもう一人の坂本龍馬（2005年、日本テレビ）
- 恋する日曜日 セカンドシリーズ 第1話・2話「終わらない歌」（2005年4月3日 - 10日、BS-i） - 主演・内田しおり 役
- ドラマDモード『はっぴぃー・うぇでぃんぐ』（2005年、NHK総合）
- 孤独の賭け〜愛しき人よ〜（2007年、TBS） - 森信子 役
- 死ぬかと思った 第12話「ペテン師」（2007年6月23日、日本テレビ） - 主演・浅沼千代 役
- NHKスペシャル『終戦特集ドラマ 鬼太郎が見た玉砕〜水木しげるの戦争〜』（2007年8月12日、NHK総合） - 布枝 役
- おシャシャのシャン!（2008年1月10日、NHK総合） - 主演・里崎朋代 役
- 月曜ゴールデン『警視庁三係・吉敷竹史シリーズ3 北の夕鶴〜2/3の殺人』（2008年1月21日、TBS） - 栗山真弓 役
- 土曜ワイド劇場『家政婦は見た!ファイナル』（2008年7月12日、テレビ朝日） - 利根奈央 役
- 月曜ゴールデン『警視庁三係・吉敷竹史シリーズ4 幽体離脱殺人事件』（2008年10月6日、TBS） - 栗山真弓 役
- 藤子・F・不二雄のパラレル・スペース 第2話『あいつのタイムマシン』（2008年11月7日、WOWOW） - 主演・ひろ子 役
- 相棒 Season 7 第10話「ノアの方舟〜聖夜の大停電は殺人招待状!」（2009年1月1日、テレビ朝日） - 法務省官房長補佐官・姉川聖子 役
- 寧々〜おんな太閤記（2009年1月2日、テレビ東京、新春ワイド時代劇） - あさひ（秀吉の妹） 役
- アイシテル〜海容〜（2009年、日本テレビ） - 森田彩乃 役
- 戦場のメロディ（2009年9月12日、フジテレビ） - 衛藤初枝 役
- 深夜食堂（2009年10月14日・21日、毎日放送） - 千鳥みゆき 役
- チーム・バチスタ2 ジェネラル・ルージュの凱旋 第1話（2010年4月6日、関西テレビ） - 杉山沙希 役
- アザミ嬢のララバイ 第1話「秘蜜を吸う」（2010年4月21日、毎日放送） - 主演・市川繭子 役
- 続・遠野物語（2010年12月10日（東北六県） / 12月21日（全国）、NHK総合） - 柏木葉子 役
- CONTROL〜犯罪心理捜査〜 第2話（2011年1月18日、フジテレビ） - 平山美鈴 役
- 月曜ゴールデン『警視庁心理捜査官・明日香』（2011年2月28日、TBS） - 吉村爽子 役
- 科捜研の女スペシャル（2011年3月17日、テレビ朝日） - 有村啓子 役
- 鈴木先生（2011年、テレビ東京） - 桃井里香 役
- ラストマネー -愛の値段-（2011年、NHK総合） - 一ノ瀬由佳理 役
- ドラマスペシャル『火車』（2011年11月5日、テレビ朝日） - 関根彰子 役
- 境遇（2011年12月3日、朝日放送） - 後藤亜紀 役
- リーガル・ハイ 第10話・最終話（2012年6月19日・26日、フジテレビ） - 八木沼佳奈 役
- ピロートーク〜ベッドの思惑〜（2012年、関西テレビ） - 主演・和田あかり 役
- 土曜ワイド劇場『広域警察3』（2012年11月17日、朝日放送） - 相原真理子 役
- テレビ朝日開局55周年記念 黒澤明ドラマスペシャル『上意討ち 拝領妻始末』（2013年2月9日、テレビ朝日） - きく 役
- 配達されたい私たち 最終話（2013年6月9日、WOWOW） - 所はるか 役
- 土曜ドラマ『夫婦善哉』（2013年、NHK総合） - 維康藤子 役
- 土曜ワイド劇場『ホゴカン 熱血保護司・村雨晃司の事件簿』（2013年8月31日、テレビ朝日） - 小山内恵美 役
- 怪奇大作戦 ミステリー・ファイル（2013年、NHK BSプレミアム） - 島田梨沙 役
- ファースト・クラス（2014年、フジテレビ） - 木村白雪 役
- 聖女（2014年、NHK総合） - 黒坂京子 役
- 金曜プレステージ『塔馬教授の天才推理2』（2014年9月19日、フジテレビ） - 小暮秀子 役
- 玉川区役所 OF THE DEAD（2014年、テレビ東京） - 佐々木みわ 役
- かぶき者 慶次（2015年、NHK総合） - 竹 役
- エイジハラスメント 第1話（2015年7月9日、テレビ朝日） - 田中春佳 役
- 逃げる女（2016年、NHK総合） - 川瀬あずみ 役
- 大岡越前3 第5話（2016年2月12日、NHK BSプレミアム） - おちせ 役
- 青森発地域ドラマ『進め!青函連絡船』（2016年9月21日、NHK BSプレミアム） - 船橋ゆみ 役[16]
- 赤ひげ 第2回（2017年11月10日、NHK BSプレミアム） - おくに 役
- 孤独のグルメ Season7（2018年4月7日、テレビ東京） - 女将 役
- 透明なゆりかご 第3回（2018年8月3日、NHK総合） - 安部さおり 役
- 贋作 男はつらいよ 第三回・最終回（2020年1月19日 - 26日、NHK BSプレミアム） - マドンナ・ぼたん 役
- 歩くひと（2020年4月5日 - 、NHK BS4K） - 妻 役
- NHK特集ドラマ 混声の森（2022年3月26日 - 27日、NHK 4K / 7月23日 - 30日、NHK BSプレミアム） - 秋山千鶴子 役
- たそがれ優作（2023年10月7日 - 、BSテレビ東京・BSテレビ東京4K） - 香坂ヒロミ 役[17]
- パリピ孔明 第8話（2023年11月15日、フジテレビ） - 高田 役[18]
- まどか26歳、研修医やってます! 第3話（2025年1月28日、TBS） - 中山美波 役[19]
- しあわせは食べて寝て待て（2025年4月1日 - 5月27日、NHK総合） - 青葉乙女 役[20]

### 映画
- お引越し（1993年） - 漆場レンコ 役
- SABU 〜さぶ〜（2002年） - おのぶ 役[注釈 1]
- リロ・アンド・スティッチ（2003年） - ナニ 役（声の出演）
- 隠し剣 鬼の爪（2004年） - 島田志乃 役
- 血と骨（2004年） - 金花子 役
- 大停電の夜に（2005年） - 叶のぞみ 役
- 終わらない歌（2005年）
- 花よりもなほ（2006年） - おのぶ 役
- 黄色い涙（2007年） - 西垣かおる 役
- 哀憑歌 〜CHI-MANAKO〜（2008年） - 八重樫美咲 役
- アフタースクール（2008年） - 写真の女 役
- ブタがいた教室（2008年） - 池沢先生 役
- ハッピーフライト（2008年） - 木村菜採 役
- さんかく（2010年） - 佳代 役
- 嘘つきみーくんと壊れたまーちゃん（2011年） - 上社奈月 役
- ワラライフ!!（2011年） - 古川和恵 役
- 毎日かあさん（2011年） - 愛ちゃん 役
- 落語物語（2011年） - 山岸葵 役
- 極道めし（2011年） - 栗原あや 役
- ロボジー（2012年） - 伊丹弥生 役
- ふがいない僕は空を見た（2012年） - 岡本里美 役
- 映画 鈴木先生（2013年） - 桃井里香 役
- つやのよる ある愛に関わった、女たちの物語（2013年） - 芳泉杏子 役
- くちづけ（2013年） - 宇都宮智子 役
- かぐや姫の物語（2013年） - 女童 役
- 舞妓はレディ（2014年） - 百春 役
- ソロモンの偽証 前篇・事件 / 後篇・裁判（2015年） - 佐々木礼子 役
- 大阪蛇道 Snake of Violence（2015年） - カナコ 役[21]
- 鉄の子（2016年） - 主演・前原やよい 役[22][23]
- たたら侍（2017年） - お京 役
- 輪違屋糸里 京女たちの幕末（2018年） - お梅 役
- 女子校生探偵あいちゃん (2018年3月17日) - 西園寺あかね 役[24]
- あの日のオルガン（2019年） - 坂本きく 役
- おらおらでひとりいぐも（2020年11月6日） - 桃子の娘 役
- 空白（2021年9月23日） - 松本翔子 役
- ハウ（2022年8月19日）[25]
- 君は放課後インソムニア（2023年6月23日）[26]
- Chime（2024年8月2日） - 松岡春子 役[27]
- アオショー!（2025年9月5日公開予定） - 飯田真帆 役[28][29]

### 舞台
- ニンゲン御破産（2003年） - お吉 役
- 夜叉ヶ池（2004年、三池崇史演出） - 百合 役
- もとの黙阿弥（2005年） - お琴 役
- 奇跡の人（2006年） - アニー・サリバン 役
- たとえば野に咲く花のように - アンドロマケ（2007年） - 四宮あかね 役
- 羊と兵隊（2008年）
- トム・プロジェクト 田畑智子ひとり芝居「バッタモン」（2008年10月29日 - 11月3日、中津留章仁演出）
- 頭痛肩こり樋口一葉（2009年） - 樋口夏子 役
- この雨 ふりやむとき（2010年） - ガブリエル・ヨーク 役
- わらいのまち（2011年9月4日 - 24日、宅間孝行演出） - 真知子 役[30]
- 幕末太陽傳（2015年9月、本多劇場）[31]
- 母と惑星について、および自転する女たちの記録（2016年7月、パルコ劇場） - 美咲 役[32]
  - 母と惑星について、および自転する女たちの記録（2019年3月5日 - 4月25日、東京・高知・福岡・京都・愛知・長崎、栗山民也演出） - 長女 役[33]
- 地人会新社 第6回公演「豚小屋」（2017年1月7日 - 15日、新国立劇場 小劇場） - プラスコーヴャ 役[34]
- FORTUNE（2020年1月13日 - 3月1日、東京・長野・大阪・福岡、ショーン・ホームズ演出） - ルーシー 役[35]
- 醉いどれ天使（2021年9月3日 - 20日、明治座 / 10月1日 - 11日、新歌舞伎座） - 美代 役
- ウィングレス（wingless）-翼を持たぬ天使-（2023年5月1日 - 21日、紀伊國屋サザンシアター TAKASHIMAYA / 5月27日・28日、梅田芸術劇場 シアター・ドラマシティ、鴻上尚史演出） - 森川彩子 役[36]
- リア王（2024年3月8日 - 5月2日、東京芸術劇場 プレイハウス 他、ショーン・ホームズ演出） - リーガン 役[37][38]
- 新歌舞伎座開場65周年記念 前川清 藤山直美（2024年6月1日 - 25日、新歌舞伎座）[39]
- 華岡青洲の妻（2025年7月10日 - 23日、南座 / 7月26日・27日、久留米シティプラザ ザ・グランドホール / 8月1日 - 17日、新橋演舞場）[40]
- 明日を落としても（2025年10月11日 - 16日〈予定〉、兵庫県立芸術文化センター 阪急中ホール / 10月22日 - 27日〈予定〉、EX THEATER ROPPONGI）[41]

### 吹き替え
- リロ・アンド・スティッチ - リロの姉・ナニ 役
  - リロ・アンド・スティッチ2
  - スティッチ!ザ・ムービー
  - リロイ・アンド・スティッチ
  - リロ・アンド・スティッチ ザ・シリーズ

### ラジオ
- 特集オーディオドラマ 「浅間」（2004年1月3日、NHK-FM）[42]
- ラジオドラマ 「大停電の夜に」（2005年11月6日、TOKYO FM）
- FMシアター （NHK-FM）
  - 「春の旅人」（2006年4月22日） - 真紀 役[43]
  - 「こぼれ塾」（2007年2月24日） - 篠田早紀 役[44]
  - 「いけず　帰れず 五山の送り火」（2010年6月19日） - 堀川美月 役[45]
  - 「砂の声」（2019年11月16日） - 沙織 役[46]
- 青春アドベンチャー （NHK-FM） 
  - 「風になった男」（2006年7月24日 - 8月4日） - ハル 役[47]
  - 「ふたつの剣」（2009年3月16日 - 27日） - 森貞子 役[48]
- SOUNDS OF STORY〜ASADA JIRO LIBRARY〜「めぐりあい」（2013年1月26日、J-WAVE）[49]

### 朗読
- テレビ絵本（NHK教育）
  - ぎゅうぎゅうかぞく（作：ねじめ正一、画つちだのぶこ）
  - でこちゃん（作・画：つちだのぶこ）
  - でこちゃんととらすたくん（作・画：つちだのぶこ）

### CM
- 大日本除虫菊タンスに「ゴン」
- ミツカングループ「追いがつおつゆ」（1997年 - 2002年）
- アサヒ飲料「十六茶」（2001年）[50]
- JACCSカード（2003年 - 2005年）[50]
- 小林製薬「女性薬 命の母ホワイト」（2008年）[50]
- 井村屋（2013年 - 2015年）[50]
- リクルート SUUMO「蒼井さん姉妹の買うも借りるもスーモ」篇（2025年1月4日 - ） - 蒼井優と共演[51]

### ナレーション
- 世界ふれあい街歩き（NHK BSプレミアム）
  - トゥールーズ 〜フランス〜（2007年8月7日）
  - レーゲンスブルク 〜ドイツ〜（2008年9月11日）
  - ホーチミン 〜ベトナム〜（2009年4月9日）
  - バンベルク 〜ドイツ〜（2009年7月16日）
  - ヘルシンキ 〜フィンランド〜（2009年10月23日）
  - カディス 〜スペイン〜（2010年4月18日）
  - タスマニア島 ホバート 〜オーストラリア〜（2010年5月16日）
  - エクサン・プロバンス 〜フランス〜（2010年8月23日）
  - ウィットビー 〜イギリス〜（2011年2月13日）
  - シエナ 〜イタリア〜（2011年3月27日）
  - イル・ド・レ 〜フランス〜（2011年6月1日）
  - ペトロポリス 〜ブラジル〜（2012年1月19日）
  - ソウル・テハンノ(大学路)界わい 〜韓国〜（2012年3月8日）
  - 上海・南京路界わい 〜中国〜（2012年6月12日）
  - チョンジュ 〜韓国〜（2012年10月9日）
- 京都 丸竹夷にない小路（NHK-BShi、2008年11月24日） - 青年の婚約者役で出演
- 課外授業 ようこそ先輩（NHK総合）
  - 宇津木妙子編（2008年1月5日）
  - 長渕剛編（2009年1月4日）
  - 鈴木おさむ編(2009年9月20日）
  - が〜まるちょば編（2010年4月25日）
  - 山崎直子編（2010年12月12日）
- アジアンスマイル（NHK-BS1 / 再放送:NHK総合）
  - めざせ！村の“赤ひげ”先生〜フィリピン レイテ島〜編（2010年3月30日、再放送:5月23日）
  - 「ヒーローになりたくて」-ネパール レスリング物語-（2010年12月7日、再放送:12月12日）
- 極める!
  - 西田尚美の京都学（2010年8月30日 - ）
- 京都ふらふら 一の旅 清水へ ぶらり街歩き（2013年1月24日、NHK-BSプレミアム）
- “いけず”な京都旅（2020年4月10日 - 、NHK-BSプレミアム）
- 日本のチカラ『あのあおぞらをもう一度～津軽海峡に旗を振れ!～』（2023年4月29日、民教協番組・青森放送制作）
- ドキュメント72時間（NHK総合）

### 配信ドラマ
- 私の夫と結婚して（2025年6月27日 - 、Amazon Prime Video）- 住吉 役[52]

## 写真集
- 月刊 NEO 田畑智子（2011年8月29日、イーネット・フロンティア、撮影：松井康一郎）ISBN 4862058469

## DVD
- kazuko's case 〜月刊 NEO ムービー 田畑 智子〜（2011年9月9日、イーネット・フロンティア、監督:入江悠）

## 受賞歴
- 第67回キネマ旬報ベスト・テン 新人女優賞
- 第48回毎日映画コンクールスポニチグランプリ新人賞 - 『お引越し』
- 第18回報知映画賞 新人賞 - 『お引越し』
- 第15回ヨコハマ映画祭 最優秀新人賞 - 『お引越し』
- 第8回高崎映画祭 最優秀新人女優賞 - 『お引越し』
- 第28回日本アカデミー賞 優秀助演女優賞 - 『血と骨』
- 第59回毎日映画コンクール 女優助演賞 - 『隠し剣 鬼の爪』『血と骨』
- 第14回東京スポーツ映画大賞 助演女優賞 - 『血と骨』
- 第67回毎日映画コンクール 女優主演賞 - 『ふがいない僕は空を見た』[53]